# 1. алпска дивизија Тауринезе
1. алпска "торинска" дивизија са сједиштем у Торину је била јединица војске Краљевине Италије од уједињења Италије 1861. године до рођења Републике Италије 1946. године.

## Историја
Дивизија је формирана 10. септембра 1935. године, заснована на 3. и 4. алпском пуку и 1. артиљеријском пуку. Нека одјељења су привремено обједињена у алпску дивизију "Пустерија" из доломитске Пустришке долине. Дивизија је учествовала у различитим операцијама у Етиопији (1935-36).

## Назив и Формирање
Назив "торинска" потиче од римског назива града Торино (Аугуста Тауринорум) и већине војника околне долине у саставу формиране дивизије. Кроз реорганизацију постојећег 1. главнокомандујућег штаба у Торину 10. септембра 1935, уласком 1. алпског артиљеријског пука, командни и војни кадар обухвата војнике доломитске Пустришке долине, и из области Јужног Тирола.

## Операције у Етиопији 1935
Када је Италија одлучила да нападне Етиопију 1935. године, прикључена је 5. алпска дивизија Пустерија, и двије специјализоване артиљеријске батерије планинске пјешадије и послате у Еритреју. Прикључене јединице вратиле су се у Торино после повратка "Дивизије Пустерија" у Италију 1937. године.

## Операције у Француској 1940
Операције у Западним Алпима почињу 10. јуна 1940. на фронту у сектору у јужног масива Гларнских Алпа. 24. јуна 1940. у борбама у Француској, заузима Бур Сен Морис. Након предаје Француске гарнизон је остао у Бур Сен Морису до јануара 1942.

## Операције у Краљевини Југославији
У јануару 1942. године, 9. источна армија заузима дио Балкана са 4 армијска корпуса. Дивизије Парма, Перуђа, Бренер Арецо и Фиренца заузимају Албанију, дивизије Марки и Месина са 28. бригадом заузимају приморје у Далмацији, а 1. алпска дивизија, дивизије Венеција, Ферара и Емилија, одређене за Црну Гору, Херцеговину и сектор Скадар-Косово, по доласку у Дубровник, фокусирају се у Мостару.
У јануару 1943. године војска Краљевине Италије има укупно око 900.000 људи између Балкана и Француске. 230.000 у Прованси и на Корзици, 300.000 у Краљевини Југославији, 300.000 у Албанији и Грчкој и 53.000 у Егејском мору, под командом генерала Езија Росија са мјестом штаба у Тирани. 1. алпска "торинска" дивизија од 15. априла до 31. маја учествује у анти-партизанским операцијама у Херцеговини.

## Долазак у Црну Гору
У августу 1942. под командом генерала Лоренца Вивалда дивизија је упућена у Црну Гору.